# Євангелізм
Єва́нгелізм, або єва́нгельські христия́ни (також євангельське християнство, євангельський протестантизм, євангельські церкви, євангелісти, євангелізм) — протестантські деномінації. В Україні та більшості інших країн цим терміном — «Євангельське християнство» — іменують себе як євангельські християни, так і баптисти, і п'ятидесятники, а також послідовники інших близьких до них віровчень.

## Особливості віровчення і способу життя
Самоназва «євангельська» вказує на спосіб ідентифікації церкви — вірність євангельському образу християнства і критичне ставлення до традицій історичних церков.
Основні характерні риси євангельських протестантських церков: акцент на особистому духовному відродженні кожного віруючого, водне хрещення у дорослому віці як усвідомлений та вільний акт, місіонерська активність, сувора етична позиція, консервативне богослів'я.
Віровчення і практика євангельских християн ґрунтується на принципах протестантської реформації, а саме, Sola scriptura («тільки Писання»), що означає, що основою віровчення, способу життя і служіння для євангельських християн є канонічні книги Біблії, в першу чергу, Новий Завіт. Старий Завіт розглядається у світлі Нового Завіту. Іншими принципами є Sola gratia («тільки благодать»), Sola fide («тільки віра»), Solus Christus («тільки Христос») та Soli Deo gloria («тільки Богу слава»). Всі п'ять принципів узагальнюються виразом Quinque sola («П'ять „тільки“»). Євангельськими християнами приймаються також положення Нікейсько-Царгородського Символу віри, проте є певні відмінності в тлумаченні цих положень, в порівнянні з тлумаченням Символа віри в православ'ї та католицизмі.
Вирізняються активною місіонерською діяльністю, в тому числі серед інших християнських конфесій. У США для представників даної течії використовується найменування «народжених згори», в зв'язку з їх особливою увагою до вчення про народження згори. На підставі Євангелія від Іоанна самі євангельські християни ділять всіх людей на категорії «відроджених» і «не відроджених», незалежно від сповідуваної або декларованої ними віри.
 Ісус відповів: Поправді, поправді кажу тобі: Коли хто не народиться від води і Духа, не може увійти в Царство Боже. Народжене від плоті є плоть, а народжене від Духа є дух. Не дивуйся тому, що Я сказав тобі: Вам необхідно родитись згори. Дух дихає, де хоче, і голос його чуєш, а не знаєш, звідки приходить і куди йде: так буває з кожним, хто від Духа.
Євангельські християни вважають, що через них Бог поступово направляв людство і віруючих в русло біблійного християнства. Реформатори виступали за повернення церкви до вчення і способу життя Першої Апостольської Церкви.
- Порятунок по благодаті через віру;
- Вчення про особисту святість і благочестя;
- Проповідь у церкві живою, народною мовою;
- Вивчення Біблії;

## Історія
Рухи, ідейно близькі сучасному євангельському християнству, з'явилися задовго до  Реформації і тривалий час існували паралельно з офіційною церквою (Східною православною чи Західною католицькою) або як течія всередині неї, або виділяючись в окремі деномінації (вальденси).
Сучасне євангельське християнство отримало стимул для свого розвитку в період Реформації, основний вплив на богослов'я євангелістів зробили ідеї кальвінізму і анабаптизму. Найбільш раннім проявом постреформаційного євангельського християнства стало меннонітство, в подальшому виникає ряд течій, відомих як пізній, або неопротестантизм:  баптисти,  методисти, квакери,  адвентисти, п'ятидесятники, Армія порятунку і ряд інших. Формування більшості цих течій проходило під знаком «релігійного відродження» (рівайвелізм), повернення до ідеалів раннього християнства і Реформації.
Основоположниками євангельського руху в християнстві вважаються історичні особистості — реформатори.

### Історія руху євангельських християн в Україні та Росії
Спроби запровадити в православній Русі вчення, схоже з євангельським християнством, робилися в XV ст. (див. Стригольники), пізніше аналогічні мотиви відзначалися в різноманітних напрямках  духовного християнства.
Громади євангельських християн з'явилися в Росії разом із заснуванням  німецьких колоній, в числі жителів яких були присутні меноніти і представники євангельських рухів  кальвіністського напрямку. Різке зростання рух пережив з середини 50-х років XIX століття, коли громади євангельських християн почали формуватися серед корінного населення країни. На Півдні Росії та України це виразилося в штундистському русі, на Кавказі в  молоканському середовищі стали утворюватися також і баптистські громади, а в Санкт-Петербурзі і на Північно-Заході Російської імперії основну роль зіграла проповідь місіонера з числа  Плімутських братів лорда  Гренвіля Вальдігрева Редстока, якому вдалося переконати в істинності вчення євангельських християн ряд представників російської аристократії, зокрема відставного гвардії полковника  Василя Олександровича Пашкова (1831).
Учнями Редстока була організована місіонерська діяльність серед робітників Санкт-Петербурга, яка згодом була перенесена в Московську,  Тверську, Тульську, Нижньогородську, Псковську та інші центральні губернії Росії.
В 1909 році після проголошення віротерпимості в Росії в м. Санкт-Петербурзі було проведено з'їзд, що заснував Союз Євангельських Християн на чолі з Всеросійською радою євангельських християн, головою якого став Іван Степанович Проханов.
Незважаючи на зусилля керівництва, даному союзу не вдалося об'єднати під своїм началом весь євангельський рух Росії, так як раніше створений в південних губерніях і на Кавказі союз баптистів продовжив функціонувати самостійно, відмовляючись від адміністративного об'єднання.
Під час Першої світової війни під тиском православного духовенства, яке представляло євангелістів німецькими шпигунами, багато громад зазнали розгрому.
У березні 1917 року Проханов виступив з проектом соціально-політичних перетворень на основі релігійної реформації. Для здійснення цього він створив християнсько-демократичну партію «Воскресіння».
 Жовтневу революцію 1917 року значна частина євангелістів сприйняла негативно, але в  20-х роках перейшла на більш лояльні позиції, чому сприяла відносно терпима політика радянської влади по відношенню до руху аж до другої половини 20-х років. В 30-х роках багатьох віруючих було піддано репресіям, тим не менш, діяльність Всеросійської ради з короткими перервами тривала до 1944, коли на її основі, шляхом включення до складу органу баптистських представників, була утворений Всесоюзна рада євангельських християн-баптистів.

## Євангельські течії
Крім конфесійного поділу, фахівцями в структурі руху євангельського християнства вбачаються два основні напрями: ліберальний та консервативний. Крайнім проявом останнього є фундаменталізм.
Більшість євангельських християн, незважаючи на явні розбіжності в ряді питань (лібералізм і консерватизм, благодать та кальвінізм) вважають інші євангельські конфесії спорідненими.

## Євангельські християни України
В Україні євангельськими церквами вважаються майже всі пізньопротестантські громади (окрім Свідків Єгови), на відміну від західного протестантизму, де назва evangelicals, як правило, відноситься тільки до баптистів і п'ятидесятників.
У 2005 р. було створено Раду євангельських протестантських церков України (РЄПЦУ), куди увійшли Всеукраїнський союз об'єднань євангельських християн-баптистів, Церква християн віри євангельської України, Українська християнська євангельська церква, Союз вільних церков християн євангельської віри України, Братство незалежних церков і місій євангельських християн-баптистів.